# Placosoma glabellum
Placosoma glabellum — вид ящірок родини гімнофтальмових (Gymnophthalmidae). Ендемік Бразилії.

## Поширення і екологія
Placosoma glabellum мешкають в штатах Санта-Катаріна, Парана, Сан-Паулу, Ріо-де-Жанейро, Еспіріту-Санту, Мінас-Жерайс, Мату-Гросу-ду-Сул і Ріу-Гранді-ду-Сул. Вони живуть у вологих тропічних лісах. Відкладають яйця.